# Solaris Urbino 18,75
Solaris Urbino 18,75 je kloubový nízkopodlažní autobus, který od roku 2012 vyrábí polská firma Solaris Bus & Coach. Vznikl prodloužením předního článku modelu Solaris Urbino 18 III. generace o 750 mm. U následující IV. generace byl naopak prodloužen zadní článek autobusu o stejnou vzdálenost. Je vyráběn v provedení na dieselový, plynový (CNG) a elektrický pohon. V roce 2014 byly vyrobeny také dva elektrobusy Solaris Urbino 18,75 electric s palivovým článkem pro město Hamburk. V roce 2023 bylo dodáno 183 elektrobusů Solaris Urbino 18,75 electric pro město Oslo, avšak již v následující zimě se projevily problémy s jejich dojezdem v důsledku chladného klimatického prostředí.

## Galerie

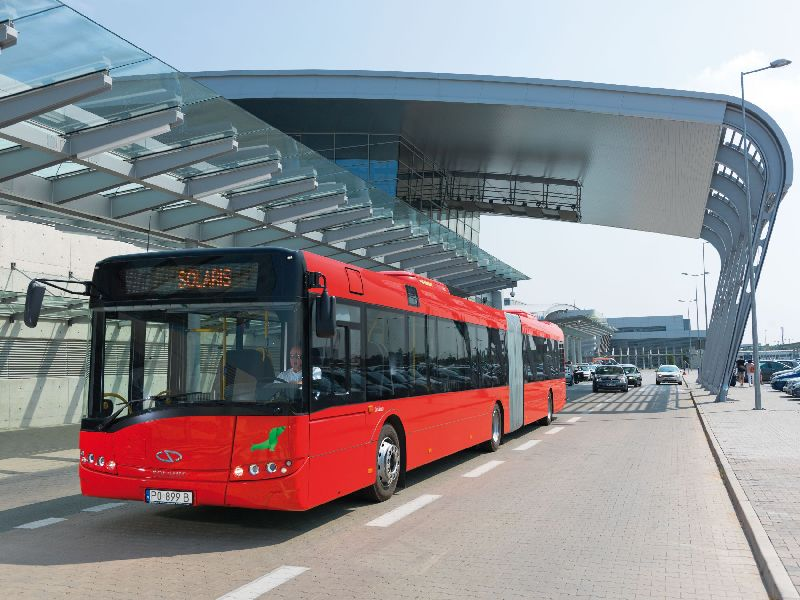
Solaris Urbino 18,75
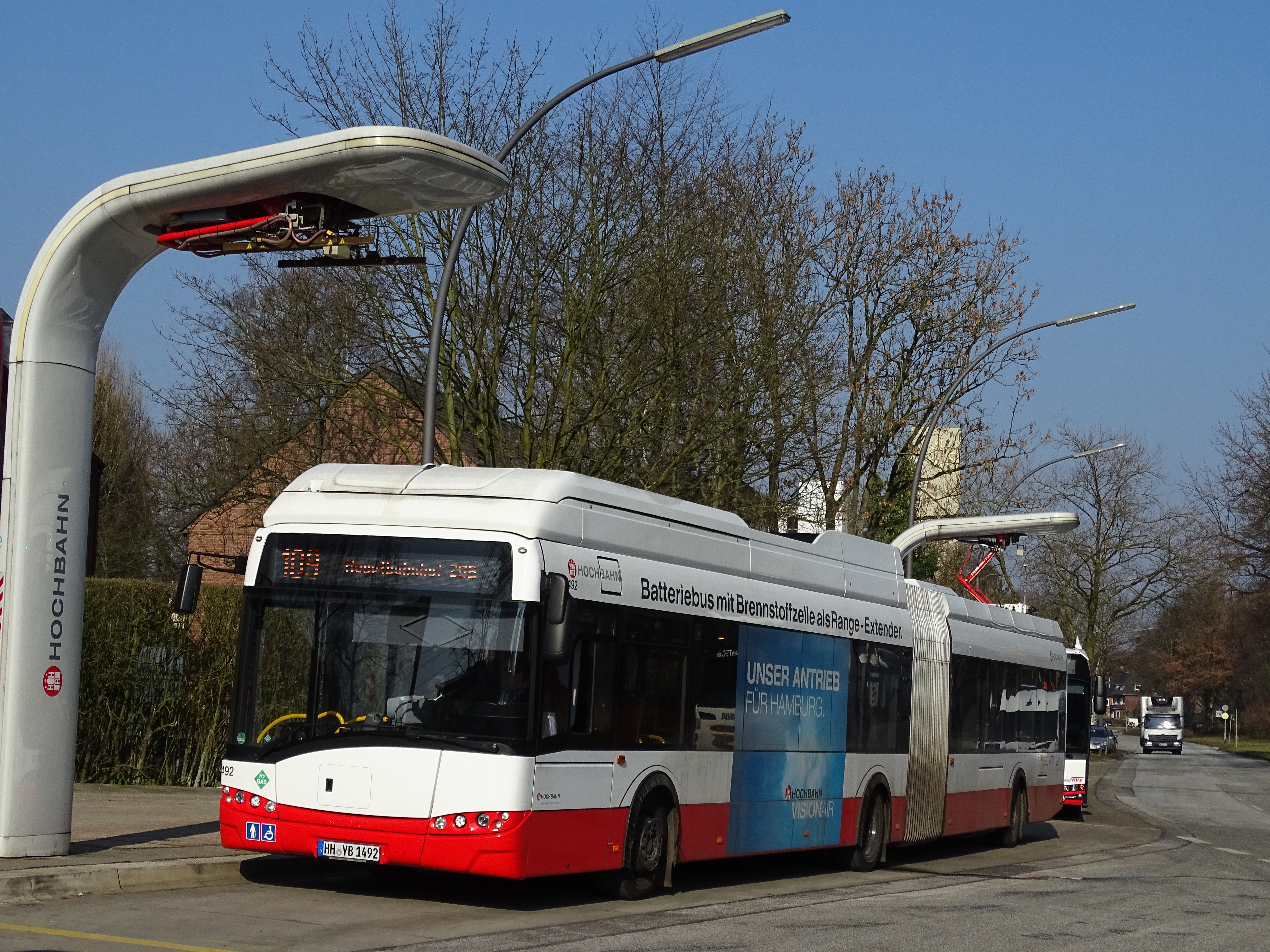
Solaris Urbino 18,75 electric s palivovým článkem
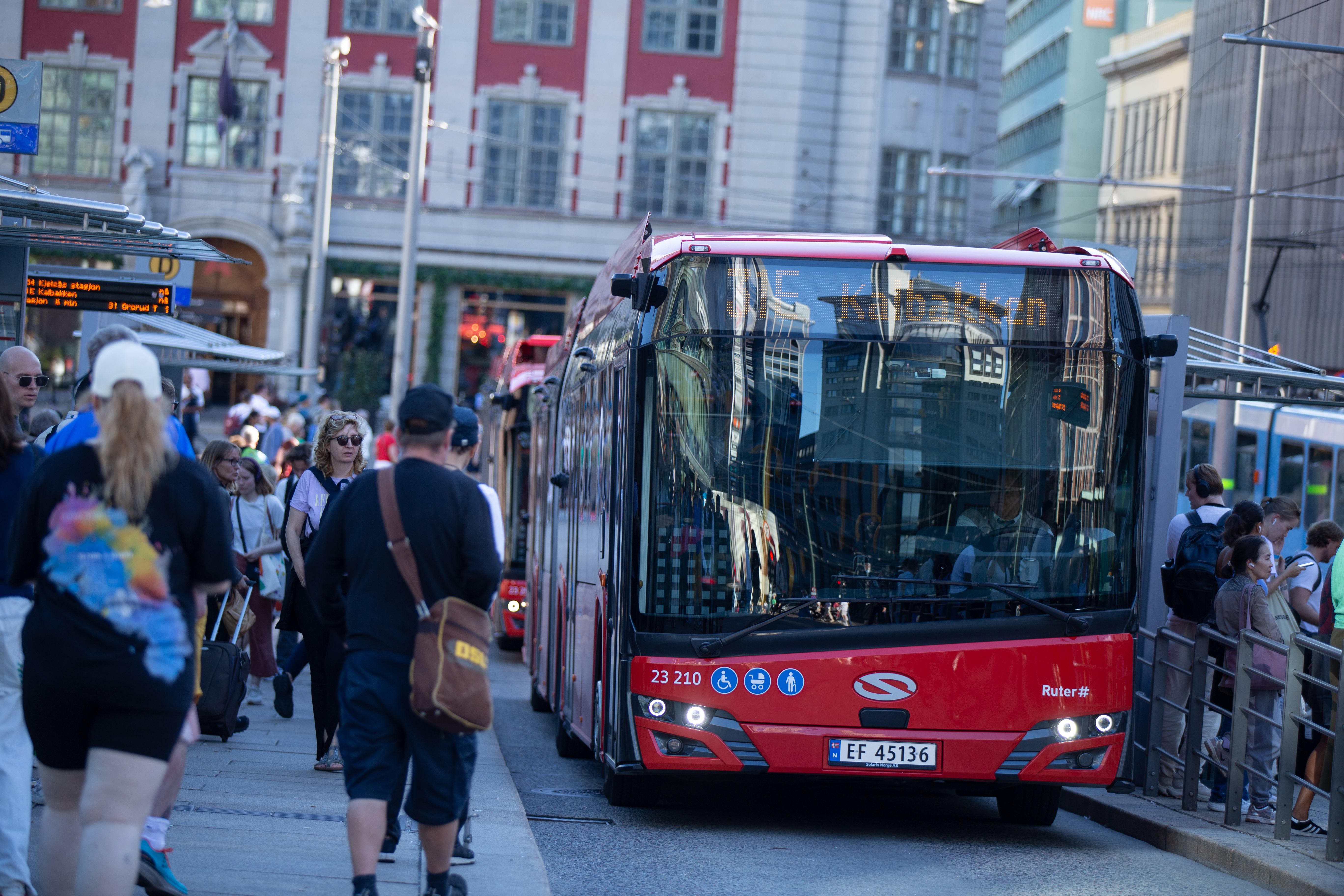
Solaris Urbino 18,75 electric v Oslu
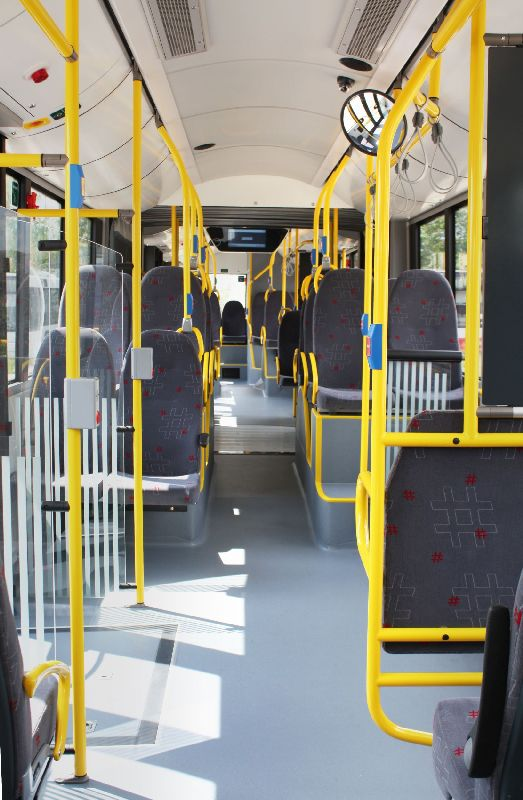
Interiér